# Chiến dịch Berezino
Chiến dịch Berezino (Березино, tên mã gốc của Liên Xô) hoặc Chiến dịch Beresino (trong các tài liệu Đông Đức), Chiến dịch Scherhorn (trong các tài liệu tiếng Anh), là một hoạt động lừa dối bí mật được thực hiện bởi NKVD chống lại các hoạt động bí mật của Đức Quốc xã từ tháng 8 năm 1944 đến tháng 5 năm 1945. Nó được đề xuất bởi Stalin, được soạn thảo bởi Mikhail Maklyarsky và được thực hiện bởi Pavel Sudoplatov và thuộc cấp NKVD của ông, được hỗ trợ bởi những người chống phát xít và Cộng sản Đức.
Mục tiêu chính của Chiến dịch Berezino là tạo ra ảo giác về một nhóm vũ trang lớn của Đức hoạt động sau chiến tuyến trên lãnh thổ của Liên Xô và làm cạn kiệt tài nguyên tình báo của Đức Quốc xã, thông qua việc bắt giữ và tiêu diệt những chỉ huy chiến trường của Đức được gửi đến để hỗ trợ những đội quân hư cấu này. NKVD đã thiết lập một "cụm kháng chiến" giả của Đức dưới "sự chỉ huy" của Trung tá Heinrich Scherhorn, một tù nhân chiến tranh thực sự của Đức buộc phải hợp tác với Liên Xô. Quả vậy, Chiến dịch Freischütz của Otto Skorzeny (Chiến dịch Poacher trong các nguồn tiếng Anh sau chiến tranh) được phát triển theo mong đợi của Liên Xô. Các đặc vụ Đức do Skorzeny gửi đến thường xuyên bị bắt và buộc phải tham gia vào funkspiel của Liên Xô. Sự hỗ trợ của Đức dần mờ nhạt nhưng Bộ chỉ huy Đức vẫn duy trì liên lạc vô tuyến với "Nhóm Scherhorn" cho đến tháng 5 năm 1945.

## Khái lược
Theo Pavel Sudoplatov, các sĩ quan của NKVD Victor Ilyin và Mikhail Maklyarsky quan niệm Chiến dịch Berezino là một phần mở rộng của Chiến dịch Tu viện (Chiến dịch Monastyr) (1941-1944). Năm 1941, đặc vụ NKVD Aleksandr Demyanov (tên mã Liên Xô Heyne), mặc trang phục xã hội phóng túng bất mãn, đã thiết lập liên lạc với cư dân Đức tại Moskva. NKVD đã sử dụng cơ hội này để vạch trần mạng lưới bí mật Abwehr ở Liên Xô. Vào tháng 12 năm 1941, Demyanov "đào tẩu" sang phía người Đức và xuất hiện tại văn phòng hiện trường của Abwehr ở Smolensk. Ba tháng sau, anh ta trở về Moskva với tư cách là một đặc vụ đáng tin cậy của Đức. Căn hộ của anh ta trở thành một cái bẫy chết chóc đối với hàng loạt điệp viên Đức chính hiệu, nhưng anh ta vẫn giữ được sự tin tưởng của cấp trên Đức. Vào giữa năm 1942, nhân viên kiểm soát của Demyanov, Willie Fischer đã mở rộng hoạt động thành một chiến dịch lấy cắp thông tin cấp chiến lược. Trong hơn hai năm, Demyanov đã cung cấp cho Reinhard Gehlen, người đứng đầu Fremde Heere Ost (Ban Quân sự Ngoại vụ phía Đông) thuộc Oberkommando des Heeres (OKH, Bộ Tư lệnh Quân đội Đức) các kế hoạch quân sự được soạn thảo cẩn thận. Theo Sudoplatov, thành công của Đức trong việc đẩy lùi cuộc tấn công Rzhev của Liên Xô, một phần, bị ảnh hưởng bởi thông tin chính xác được cung cấp cho Gehlen thông qua Demyanov. Mục đích của việc cung cấp thông tin cho người Đức về một chiến dịch, là tiến hành lừa dối chiến lược để đánh lạc hướng người Đức khỏi Chiến dịch Sao Thiên Vương đồng thời ở phía nam. Người Đức thực sự bất ngờ trước cuộc tấn công sau đó, dẫn đến sự bao vây và đầu hàng cuối cùng của Tập đoàn quân số 6 của Đức tại Stalingrad.
Theo Sudoplatov, Stalin đã trực tiếp theo dõi tiến trình của Chiến dịch Monastyr. Những nhân sự của NKVD tham gia vào chiến dịch đã được khen thưởng rất cao, nhưng Stalin không hài lòng với phạm vi hoạt động hạn chế. Ngay trước khi bắt đầu Chiến dịch Bagration, ông triệu tập Victor Abakumov, Vsevolod Merkulov, Fyodor Kuznetsov và Sudoplatov và ra lệnh cho một chiến dịch lừa dối thông tin mới. Những chỉ dẫn của Stalin, được ghi lại bởi Sergey Shtemenko, đã chuyển mục tiêu sang tiêu diệt một cách có phương pháp các toán đặc nhiệm của Đức và khả năng tình báo của họ. Sudoplatov đã phải thiết lập một "trại Đức" đáng tin cậy phía sau chiến tuyến Liên Xô và kêu gọi bộ chỉ huy Đức để được giúp đỡ. Stalin lập luận rằng người Đức sẽ dành những đặc nhiệm giỏi nhất của họ trong các nhiệm vụ giải cứu vô ích. "Trại" giả cũng sẽ chuyển hướng các nguồn lực không vận của Đức khỏi việc hỗ trợ các nhóm kháng chiến thực sự.

## Kế hoạch
Chiến dịch mới, có tên mã Berezino, được soạn thảo bởi đại tá Mikhail Maklyarsky và được Stalin, lãnh đạo của NKVD Lavrenty Beria và Bộ trưởng Ngoại giao Vyacheslav Molotov phê duyệt. Các sĩ quan của NKVD Nahum Eitingon, Willie Fischer, Mikhail Maklyarsky, Aleksandr Demyanov và Yakov Serebryansky đã rời Belarus cùng một nhóm các nhà chống độc tài người Đức. Nhiều người Đức thân Liên Xô, trước đó đã tham gia vào việc tảo thanh nhóm "anh em rừng" Ba Lan và Litva chống Liên Xô, đã tham gia lập trại căn cứ cách khoảng 100 kilômét (62 mi) phía đông Minsk. NKVD sàng lọc các nhóm tù binh chiến tranh Đức bị bắt trong Chiến dịch Bagration và chọn Trung tá Heinrich Scherhorn làm "đại diện" cho chiến dịch của họ. Scherhorn, cựu chỉ huy trung đoàn vệ binh của Sư đoàn an ninh số 286, bị bắt làm tù binh vào ngày 9 tháng 7 năm 1944. Theo cựu nhân viên NKVD Igor Schors, sự lựa chọn đã được chú ý bởi mối liên hệ giữa gia đình Scherhorn và Hitler; vào đầu những năm 1930, cha của Scherhorn đã quyên góp rất nhiều cho Đảng Quốc xã. Scherhorn và điện đài viên của mình đã đồng ý chơi trò chơi của Liên Xô. Nhà Cộng sản Đức, Christopher Rebele, đảm nhận vai trò phụ tá của Scherhorn, giám sát "chỉ huy" của mình cả ngày lẫn đêm.
Berezino bắt đầu vào ngày 18 tháng 8 năm 1944 với một tin nhắn vô tuyến từ Max đến Bộ Tư lệnh Đức. Max báo cáo rằng việc nhóm lạc đơn vị 2.500 người của Scherhorn đã bị Liên Xô bao vây trong các đầm lầy gần sông Berezina. Theo các nguồn tin của Đức, đại tá Hans-Heinrich Worgitzky thuộc lực lượng phản gián của OKH đã nghi ngờ đây là một funkspiel của Liên Xô và từ chối giao cho người của mình giải cứu "Scherhorn". Gehlen đã can thiệp và yêu cầu hỗ trợ đầy đủ cho "Scherhorn" mà ông ta nghĩ rằng sẽ phù hợp với kế hoạch hành động du kích của Otto Skorzeny sau chiến tuyến. Oberkommando der Wehrmacht (OKW, Bộ Tư lệnh lực lượng vũ trang) Tham mưu trưởng Alfred Jodl đã chỉ thị cho Skorzeny bắt đầu chiến dịch giải cứu.

## Thương vong đầu tiên
Theo nhà Cộng sản Đức Karl Kleinjung, vào đầu tháng 9, Eitingon tuyên bố thành công đầu tiên, bộ chỉ huy Đức xác nhận đã cử đi một nhóm bốn hoặc năm lính biệt kích. Phía Liên Xô đã tổ chức một "bữa tiệc chào mừng" gồm những người "lính" mặc quân phục Đức Quốc xã. Một số người, như Kleinjung, là người Đức thực thụ, những người khác là những nhân viên NKVD không nói được tiếng Đức. Trong khoảng thời gian từ 01:00 đến 02:00 ngày 16 tháng 9, một chiếc Heinkel He 111 đã thực hiện hai lần thực hiện việc thả các container cung cấp và lính nhảy dù. Theo thông tin của SVR, có ba điện đài viên; Theo Kleinjung, có hai lính đặc nhiệm SS, một trong số họ là điện đài viên và hai đặc vụ gốc Baltic. Hai người sau bị các nhân viên NKVD bí mật khống chế, trong khi hai đặc nhiệm SS được chào đón thân mật và được hộ tống đến lều của Scherhorn. Sau cuộc họp, các vị khách đã bị NKVD bắt giữ và buộc phải hợp tác trong funkspiel. Họ phải báo cáo hạ cánh an toàn trên vô tuyến, thuyết phục các chỉ huy Đức rằng chiến dịch được tiến hành theo kế hoạch. Sau đó, thêm 3 đặc vụ được cử đến; mà theo Kleinjung, NKVD đã chặn bắt được cả ba mà không làm dấy lên nghi ngờ.
Otto Skorzeny tiếp tục gửi tiếp 4 toán SS nhảy dù. Tất cả đều mặc quân phục Liên Xô, được trang bị vũ khí Liên Xô và xóa bỏ bất kỳ vật dụng cá nhân nào có thể làm lộ danh tính của họ. Toán đầu tiên (Einsatz P) biến mất trước khi các biệt kích hoặc phi hành đoàn máy bay có thể xác nhận hạ cánh. Toán thứ hai (Einsatz S) đã liên lạc qua radio với Skorzeny sau bốn ngày im lặng. Họ báo cáo rằng đến mục tiêu một cách an toàn; Scherhorn đã nói chuyện với chỉ huy của Đức qua sóng vô tuyến. Toán thứ ba (Einsatz M) biến mất không dấu vết. Toán thứ tư (Einsatz P) báo cáo rằng họ đã hạ cánh xuống quá khỏi khu vực thả và phải đi bộ đến đó, lang thang qua những khu rừng đầy rẫy các nhân viên NKVD và lính đào ngũ Liên Xô nhưng đã sớm mất liên lạc. Ba tuần sau, Einsatz P an toàn vượt qua chiến tuyến ở Litva, báo cáo nỗi kinh hoàng về sự tàn bạo của Liên Xô trên đường đi.

## Trò chơi gián điệp
"Scherhorn" đã báo cáo rằng một sự đột phá nhanh chóng đã không thể thực hiện được bởi một số lượng lớn người bị thương và Bộ chỉ huy Đức đề nghị vận chuyển những người bị thương đến hậu phương Đức, theo Kleinjung, sẽ phơi bày mưu đồ của Liên Xô. Skorzeny đã cử một kỹ sư để quản lý việc xây dựng đường băng. Liên Xô đã đáp trả bằng cách dàn dựng một trận giao chiến ban đêm đáng tin cậy giữa "Nhóm Scherhorn" và "quân đội Liên Xô" vào cùng một thời điểm khi hai máy bay vận tải đến sân bay được chiếu sáng. Một trong những phi công đã cố gắng hạ cánh bất chấp sự hỗn loạn trên mặt đất nhưng ngay trước khi chạm đất, NKVD đã tắt đèn đường băng, buộc cả hai máy bay phải từ bỏ nhiệm vụ. Skorzeny nhận được báo cáo rằng đường băng đã bị vô hiệu hóa vĩnh viễn bởi một cuộc không kích của Liên Xô.
Theo các nguồn tin của Nga, việc thực hiện cuộc không kích này thực sự đã được lên kế hoạch bởi Đại tá Ivan Fyodorov thuộc Quân đoàn 4 Không quân. Trước khi cuộc tấn công đêm này có thể thành hiện thực, NKVD đã thay đổi quyết định và quyết định sử dụng Fyodorov như một con tốt trong trò chơi của họ với Skorzeny. Fyodorov phải đào thoát khỏi "Scherhorn", bay tới Đức với một trong những chiếc máy bay của Skorzeny và hoạt động ở đó như một điệp viên hai mang. Fyodorov từng tham gia phái đoàn hàng không Liên Xô đến Đức từ trước chiến tranh, khá tiếng tăm với Luftwaffe và Abwehr, thực sự có thể là một điệp viên hai mang hoàn hảo, không phải vì tính cách bộc phát, bộc phát của ông ta. 
Thay vì công khai tiếp cận Fyodorov, NKVD đã thiết lập một cuộc phục kích giả. Các nhân viên NKVD mạo nhận là những người theo Chủ nghĩa dân tộc Belarus và quân chủ Nga đã bắt cóc Fyodorov, đưa ông ta đến trại của họ trong rừng và ép đổi phe. Các nhà tuyển dụng sớm nhận ra rằng Fyodorov không phù hợp với công việc; Thiếu tá Kopirovsky, tác giả của đề xuất thất bại, đề nghị trừ khử nhưng Demyanov đã chế ngự và Fyodorov được phép "chạy trốn" khỏi trại và trở về Không quân.

## Kết cuộc
Skorzeny và Gehlen vẫn tự tin vào sự tồn tại và chiến đấu ngoan cường của nhóm 2.000 binh sĩ. Theo Kleinjung, họ đã hướng dẫn Scherhorn chia tách nhóm: một nửa phải hành quân 250 kilômét (160 mi) về phía bắc, đến biên giới Latvia - Litva, một về phía nam khác. Theo Skorzeny, cả hai toán biệt kích đều hành quân về phía bắc, với đội tiên phong SS nhỏ hơn đang dọn đường cho lực lượng chính của Scherhorn. Scherhorn cho rằng cuộc hành quân của nhóm có thể sẽ phải tiếp xúc với dân Ba Lan và Skorzeny đã gửi cho nhóm các đặc vụ Ba Lan. Họ cũng rơi vào tay Sudoplatov và vạch trần mạng lưới của Đức ở Ba Lan. Người Đức liên tục cung cấp cho "Scherhorn" thực phẩm và thiết bị, làm suy yếu đi các nguồn tài nguyên khan hiếm của Kampfgeschwader 200. Theo thông tin từ SVR, người Đức đã gửi 39 chuyến bay và thả 22 lính biệt kích với 13 bộ điện đài vô tuyến. Điều này, theo Kleinjung, đã tạo ra một vấn đề hậu cần cho NKVD: đội bóng nhỏ gọn một thời của họ đã ném tuyết thành một đội hình lớn. Tất cả các điện đài viên Đức vẫn ở lại với nhóm để duy trì liên lạc vô tuyến với các bộ điện đài Đức của họ và số lượng nhân viên bảo vệ NKVD và nhân viên tham gian của họ tăng theo.
Đến tháng 1 năm 1945, nguồn cung cấp đường không bị thu hẹp vì tiền tuyến đã di chuyển quá xa về phía tây và Luftwaffe không thể đủ nhiên liệu để cung cấp cho một nhóm quân đội từ xa. Nhóm Scherhorn tăng hoạt động phát thanh của họ, tràn ngập bộ chỉ huy Đức với lời cầu xin giúp đỡ. Để thúc đẩy bộ chỉ huy Đức, "Scherhorn" đã đề xuất một cuộc hành quân nhanh chóng tới khu vực Daugavpils, nơi băng đủ dày để máy bay vận tải hạ cánh và Gehlen đã phát triển một bản sửa lỗi về sự thành công của "Scherhorn Raid". Vào ngày 20 tháng 2 năm 1945, ông tiếp quản hoạt động từ Skorzeny và tuyên bố đây là vấn đề uy tín phải được hỗ trợ bằng mọi giá. Vào tháng 3, Skorzeny đã chống lại quản lý của Gehlen và Gehlen miễn cưỡng lùi lại.
Scherhorn vẫn là một anh hùng dân tộc và vào ngày 23 tháng 3 năm 1945, được phong quân hàm đại tá và được tặng Chữ thập Hiệp sĩ. Theo SVR, bộ chỉ huy Đức liên lạc với "Scherhorn" cho đến ngày 5 tháng 5 năm 1945; theo Kleinjung và Skorzeny, "Scherhorn" vẫn giữ liên lạc với bộ chỉ huy cho đến ngày 8 tháng 5 

## Hậu quả
Sau khi kết thúc chiến tranh, Sudoplatov đã sử dụng Scherhorn để tuyển mộ Đô đốc Erich Raeder và vợ ông ta. Nỗ lực thất bại: theo Sudoplatov, Scherhorn và Raeder "không hợp nhau với nhau". Scherhorn và nhóm của ông ta bị giam giữ trong một trại gần Moskva và được hồi hương vào đầu những năm 1950. Sudoplatov bị bắt sau khi xử tử Lavrenty Beria, và thụ án 15 năm tù; ông đã được xóa án tích vào năm 1992.
Aleksandr Demyanov (Max) đã nghỉ hưu từ NKVD sau một nhiệm vụ hậu chiến không thành công ở Pháp. Theo Sudoplatov, Gehlen đã từng chào bán Max cho người Mỹ nhưng đến thời điểm này, Aleksandr Demyanov thực sự đã nằm ngoài tầm với của ông ta. Demyanov làm kỹ sư tại xưởng phim Mosfilm và qua đời tại Moskva năm 1975. Mikhail Maklyarsky cũng làm việc cho ngành công nghiệp điện ảnh với tư cách là nhà biên kịch. Cả họ và bất kỳ sĩ quan NKVD nào tham gia Chiến dịch Berezino đều không được khen thưởng vì dã thực hiện chiến dịch.
Reinhard Gehlen thành lập Bundesnachrichtendienst, cơ quan mật vụ Tây Đức và lãnh đạo nó cho đến năm 1968. Karl Kleinjung, một thành viên người Đức tại trại Scherhorn, đã nhanh chóng vươn lên trong bộ máy quan liêu Đông Đức và trở thành người đứng đầu Tổng cục trưởng đầu tiên của Stasi (HA I), chịu trách nhiệm về tình báo nước ngoài. Năm 1997, anh ta bị truy tố trong các vụ giết người dân ở biên giới Nội Đức và được tha bổng tại tòa án. Willie Fischer từng là một điệp viên KGB ở Hoa Kỳ từ năm 1948 cho đến khi bị bắt vào năm 1957 dưới bí danh Rudolf Abel, trong cái được gọi là Vụ án Hollow Niken. Năm 1962, ông được đổi lấy phi công U-2 Francis Gary Powers.